# ムハンマド・フセイン・タンターウィー
ムハンマド・フセイン・タンターウィー・スレイマーン（アラビア語: محمد حسين طنطاوى سليمان, ラテン文字表記: Muhammad Husayn Ṭanṭāwī Suliman, 1935年10月31日 - 2021年9月21日）は、エジプトの軍人、政治家。陸軍元帥。ホスニー・ムバーラク政権下で国防大臣兼国軍総司令官、軍最高評議会議長を務め、2011年2月11日にムバーラクが大統領を辞任して全権を軍最高評議会に委譲すると、軍最高評議会議長として翌年6月30日まで国家元首の職権を代行した。ムハンマド・ムルシー政権が発足し民政に移行した後も国防大臣兼国軍総司令官、軍最高評議会議長職に留任したが、2012年8月12日に解任された。
人名の日本語表記について、日本国外務省がタンターウィと表記しており、日本語メディアではタンタウィと表記されることが多い。

## 経歴

### 軍歴
タンターウィーは1956年4月1日、一介の歩兵として軍人生活を歩み始めた。以来、軍歴は55年に及び、1956年の第二次中東戦争（スエズ動乱）、1967年の第三次中東戦争、1973年の第四次中東戦争などにも従軍した。司令官として多くの経験を積み、その後、パキスタンの駐在武官に就任。帰国後は大統領親衛隊（en:Presidential Guard）司令官などを歴任した。
1991年の湾岸戦争には多国籍軍の一員として参加する。同年5月20日、国防・軍需生産大臣兼国軍総司令官に就任。また、陸軍元帥に昇進した。以来、長年にわたって閣僚を務めあげ、ホスニー・ムバーラク大統領の側近として知られた。

### 2011年エジプト革命
2011年1月に入ってムバーラク政権に対する反政府デモが拡大し、エジプトは騒乱状態となった（エジプト革命）。1月29日、ムバーラクはアフマド・ナズィーフ首相を更迭してアフマド・シャフィークを後任の首相に任命し、政権の支持回復を目論んだ。タンタウィは1月31日のシャフィーク内閣発足により、国防・軍需生産大臣だけでなく副首相も兼任することになった。しかし、ムバーラクに対する退陣要求は内閣改造後もさらに過熱していった。騒乱に対応するため、軍高官からなるエジプト軍最高評議会が招集され、タンタウィが評議会の議長を務めることになった。
2月10日、タンターウィーら最高評議会のメンバーは、ムバーラクを抜きにして協議を開始し、「国民を守るための協議を続けている」と発表した。軍がムバーラク政権と距離をとり、民衆側に歩み寄りを見せることで事態の収拾を図ろうとしたのである。しかし同日、ムバーラクは即時辞任を否定したことから、翌日も国民のデモは収まらなかった。
2月11日、最高評議会は民主化を確約する声明を再度表明した。同日、ムバーラクは政権維持をあきらめ、タンタウィが議長を務める軍最高評議会に権限を移譲し、自らは退陣した。
ムバーラクは大統領府を去り、副大統領のオマル・スレイマーンがムバーラクの退任と最高評議会への権限の委譲を発表した。これにより、タンターウィーは軍最高評議会議長として国家元首代行となった。この間、アメリカ合衆国の国防長官であるロバート・ゲーツと電話会談と重ね、軍部がムバーラクを支持していないことを伝えたとされる。
2012年エジプト大統領選挙当選者のムハンマド・ムルシーが6月30日に大統領に就任したことに伴い、国家元首代行を退任した。
ムルシー政権下で2012年8月に発足したヒシャーム・カンディール内閣でも引き続き国防大臣となったが、2012年8月12日、ムルシー大統領により国防大臣及び軍最高評議会議長を解任され、大統領顧問となった。解任にともない、ムルシー大統領からエジプト最高の勲章であるナイル勲章を授与された。2021年9月21日、首都カイロにある病院で85歳で死去。

## 人物
礼儀を重んじるとともに、人間的な魅力を併せ持つ人物だと報じられている。歩兵から元帥まで上り詰めており、叩き上げの軍人とのイメージが浸透している。エジプト国内では軍部からの信頼も得ており、批判の声は少ないと評されている。しかし、オバマ政権からは、ムバーラク体制の延命を図るのではないかと懸念する指摘もなされた。ウィキリークスによって公開された2008年の外交公電によれば、エジプト駐在アメリカ合衆国大使館は、タンターウィーとムバーラクを「生涯、体制安定と現状維持に注力することばかり考えている。何か異なったことしようというエネルギーも意向も世界観も持ち合わせていない」と評している。
ヌビア系である。

## 受勲
- ナイル勲章
- 解放勲章
- アラブ連合共和国勲章
- 功労勲章（パキスタン）